# Art Hyatt
Arthur Graves Hyatt, detto Art (Ansonia, 29 giugno 1912 – University Place, 3 gennaio 1991), è stato un cestista statunitense, professionista nella NBL.

## Carriera
Giocò per due stagioni nella NBL, disputando complessivamente 23 partite con 3,0 punti di media.